# Masacre de Kragujevac

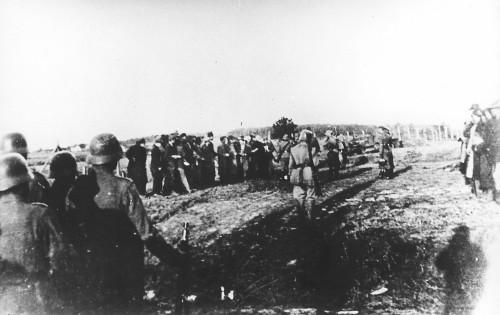
Soldados alemanes registran a los prisioneros antes de proceder a la ejecución

La masacre de Kragujevac fue una matanza en masa de entre 2.778 y 2.794 civiles serbios, la mayoría: hombres y niños, en Kragujevac por soldados alemanes el 21 de octubre de 1941. El suceso tuvo lugar en el territorio de Serbia ocupado por el III Reich durante la II Guerra Mundial como represalia por los continuos ataques insurgentes en el distrito de Gornji Milanovac, donde se produjeron bajas entre los soldados germanos: diez fallecidos y veintiséis heridos. El número de rehenes a disparar se calculó mediante un ratio de 100 civiles por cada soldado alemán ejecutado, y 50 por cada herido.
Tras una operación punitiva en la que fallecieron 422 civiles varones y cuatro localidades fueron arrasadas, otros setenta ciudadanos de origen judío junto con otros de ideología comunista fueron arrestados y ejecutados. Al mismo tiempo, aquellos de entre 16 (incluyendo estudiantes de instituto) y 60 años fueron agrupados por las tropas nazis y por colaboracionistas para después proceder a la selección. Una vez seleccionados, eran forzados a desfilar a los campos a las afueras, donde se procedería a la matanza y el posterior enterramiento en las fosas comunes. De acuerdo con el registro de la época, pudieron haber fallecido 2.300 presos, cifra que aumentó tras la guerra, donde se llegó a afirmar que fueron cerca de 7.000, no obstante, tanto estudiantes alemanes como serbios coincidieron en la primera cifra dada. Entre los fallecidos se encontraron: judíos, gitanos, musulmanes, macedonios, eslovenos y de otras nacionalidades. Del total de muertos, 144 eran estudiantes de secundaria.
Varios militares alemanes de mayor rango fueron juzgados y condenados en Núremberg a causa de las acciones llevadas a cabo. La matanza causó un profundo efecto en el transcurso de la guerra en Yugoslavia. Las dos guerrillas: partisanos (de orientación comunista) y los chetniks (nacionalistas serbios) mantuvieron posturas enfrentadas. El líder de estos últimos: Draža Mihajlović aseguró que de producirse más ataques contra los alemanes, estos supondrían un mayor número de cadáveres serbios. Pronto los alemanes encontraron las ejecuciones masivas "improductivas", puesto que la población era acogida por la insurgencia. El ratio de 100 ejecuciones por soldado muerto y 50 por herido fue reducido a la mitad a partir de febrero de 1943.
Al menos 31 fosas comunes fueron descubiertas en Kragujevac y sus alrededores después de la guerra.

## Legado
Cada octubre se conmemora la masacre en el Parque Memorial y en el Museo 21 de Octubre, donde se han expuesto poemas y visionado películas relacionadas como recuerdo a las víctimas caídas en la II Guerra Mundial. La masacre de Kragujevac fue uno de los símbolos de la brutalidad de la ocupación alemana en la memoria popular yugoslava.
La poeta serbia y escritora Desanka Maksimović escribió un poema sobre la masacre titulada  Krvava bajka  ("un sangriento cuento de hadas").
En 2012, la Asamblea Nacional de Serbia aprobó una ley que declara el 21 de octubre día festivo, el día de la memoria de las víctimas serbias de la Segunda Guerra Mundial.